# ITV Anglia
ITV Anglia tidligere kendt som Anglia Television eller Anglia, er en uafhængig tv-kanal oprettet på halvøen East Anglia i det østlige England (under ITVs netværk) og har eksisteret siden i 1959. Tv-stationen holder til i Anglia House i Norwich og med regionale nyhedsafdelinger i Cambridge og Northampton. ITV Anglia ejes af ITVplc under navnet ITV Broadcast Limited.
Tv-kanalens sendeområde omfatter Norfolk, Suffolk, Essex, Cambridgeshire, Northamptonshire, Bedfordshire, det nordlige Hertfordshire, det sydlige Lincolnshire, det sydlige Rutland samt en lille del af det sydlige Leicestershire. Kanalens primære program er ITV News Anglia, som er delt ind i to regionale udgaver, der begge sender kl. 18 på hverdage.

## Stationens historie
Independent Television Authority åbnede for adgangen til fjernsynssending i East Midlands i april 1958 og fik i alt otte ansøgninger. Gruppen der vandt, valgte navnet Anglia Television, og stationen begyndte at sende første gang d. 27. oktober 1959 med George Townshend som chef. I 1964 skulle sendingen fornyes og ITA fik (udover Anglia) to ansøgninger, men valgte i stedet at forny Anglias senderettigheder. Anglia udvidede sit sendeområde ved opførelsen af Belmont Sendemast i det østlige Lincolnshire og fik ved sendingsfornyelsen i 1967 ikke nogen konkurrence.
Da Storbritannien gik over til farve-tv og UHF-signalet, blev Belmont Sendemasten et vigtigt tv-tårn med stor rækkevidde. Yorkshire Television klagede over dette, eftersom Anglia nu kunne sende i deres område længere mod nord. Yorkshire havde haft lignende problemer på grænsen til Tyne Tees Televisions sendeområde, så der blev lagt planer om at man sammen med Anglia og TTT skulle lave en fusion under navnet Trident Television. IBA modsatte sig denne konstellation, så det kun blev Yorkshire (der overtog Belmont Sendemast i 1974) og TTT der gik sammen, mens Anglia forblev selvstændig.
Anglia havde stort set ingen konkurrence, da kontrakten skulle fornyes i 1981, mens kapløbet var tættere i 1992. Begge gange fik stationen forlænget senderettighederne. I 1990 kom en ny tv-lov, som lettede reglerne for fusioner mellem ITVs virksomheder, og i 1994 blev Anglia købt af Mill & Allen International, der senere selv blev opkøbt af United News and Media. UNM solgte i år 2000 sine ITV-virksomheder til Granada Media, og i 2004 lagde man Anglia sammen med ITVplc, da Granada gik sammen med Carlton Communications.

## Stationens identitet
Fra Anglias begyndelse i 1959 og frem til 1988, havde tv-stationen en lille statue af en sølvridder som symbol, og som jingle anvendte man en særlig lydvariant af Händels Water Music. I 1988 byttede man logoet ud med et flag, der bestod af et stiliseret A lavet af triangler. I år 2002 valgte Granada og Carlton at fjerne det lokale navn og kalde kanalen ”ITV1” i både England og Wales, mens man i regionalprogrammer fortsat anvender navnet ”ITV1 Anglia”.